# Keegan Hornblow
Keegan Hornblow (né le 25 octobre 2001) est un coureur cycliste néo-zélandais.

## Biographie
Keegan Hornblow est originaire de Nelson, sur l'île du Sud de la Nouvelle-Zélande. Il pratique le cyclisme depuis l'âge de douze ans, d'abord sur route. Ce n'est qu'à l'âge de 17 ans qu'il s'est tourné vers la piste et a fait si bonne impression lors d'une compétition à Cambridge qu'il a rapidement rejoint l'équipe nationale. En 2019, il participe aux championnats du monde sur piste juniors (17/18 ans) de Francfort-sur-l'Oder, où il se classe notamment quatrième de la poursuite par équipes.
En 2020 et 2021, ses compétitions sportives se limitent à la Nouvelle-Zélande en raison de la pandémie de covid-19. En 2021, il devient notamment vice-champion de Nouvelle-Zélande sur route espoirs (moins de 23 ans). L'année suivante, il s'impose sur la deuxième étape de la New Zealand Cycle Classic. Au printemps 2022, les compétitions internationales sont à nouveau possibles avec les championnats d'Océanie sur route et piste, dans lesquels il remporte plusieurs médailles. D'avril à septembre, il court sur route en Europe. En 2023, il participe également  aux championnats d'Océanie au printemps et est ensuite actif en Europe pendant plusieurs mois. Au cours des deux années, il court pendant quelques mois en tant que stagiaire au sein de l'équipe Bolton Equities Black Spoke.
En 2024, Hornblow devient champion d'Océanie de poursuite par équipes, son premier titre international. Lors de la Coupe des Nations à Hong Kong, il termine troisième dans la même discipline. En mai de la même année, il est officiellement sélectionné pour les Jeux olympiques de 2024 en cyclisme sur piste. 

## Palmarès sur route

### Par années
- 2019
  - 1er au Tasman Wheelers Winter Series Nelson 3[6]
- 2020
  - Prologue du Tour de Southland (contre-la-montre par équipes)
- 2021
  - 2e du championnat de Nouvelle-Zélande sur route espoirs
- 2022
  - 2e étape de la New Zealand Cycle Classic
  - Critèrium del Vallès
  -  Médaillé de bronze du championnat d'Océanie du contre-la-montre espoirs
- 2025
  - Kermesse de Saint-Edmond

### Classements mondiaux
| Année                                 | 2020  | 2021  | 2022 | 2023  |
| ------------------------------------- | ----- | ----- | ---- | ----- |
| Classement mondial                    | 1752e | 1819e | 617e | 2175e |
| UCI Oceania Tour                      | 89e   | 61e   | 38e  | 92e   |
|                                       |       |       |      |       |
| Légende : nc = non classéSource : UCI |       |       |      |       |

## Palmarès sur piste

### Jeux olympiques
- Paris 2024
  - 5e de la poursuite par équipes

### Championnats d'Océanie
| Édition / Épreuve | Poursuite individuelle | Poursuite par équipes | Course aux points | Scratch | Américaine | Elimination |
| Brisbane 2022     |                        | Argent                |                   |         |            |             |
| Brisbane 2023     | Bronze                 | Argent                |                   |         | Bronze     |             |
| Cambridge 2024    |                        | Or                    | Bronze            |         | Bronze     |             |
| Brisbane 2025     | Argent                 | Bronze                | Bronze            | Or      |            | Bronze      |

### Coupe des nations
- 2024
  - 3e de la poursuite par équipes à Hong Kong
- 2025
  - 3e de la poursuite par équipes à Konya

### Ligue des champions
- 2024
  - 2e du scratch à Londres (II)
  - 3e du scratch à Paris

### Championnats nationaux
- 2019
  - 3e du championnat de Nouvelle-Zélande de poursuite juniors
  - 3e du championnat de Nouvelle-Zélande du scratch juniors
- 2022
  - 2e du championnat de Nouvelle-Zélande de poursuite
  - 2e du championnat de Nouvelle-Zélande de course par élimination
- 2024
  -  Champion de Nouvelle-Zélande de poursuite par équipes